# Julia Parody
Julia Parody   (Màlaga, 1890 - Madrid, 24 de juny de 1973), de nom complet Julia Parody Abad, fou una pianista andalusa.

## Biografia
Nascuda a Màlaga on feu els seus primers estudis, sent encara una nena fou pensionada per l'Ajuntament i la Diputació provincial d'aquella ciutat, anant a Madrid a estudiar amb José Tragó (1857-1934). En el Conservatori de Música i Declamació de Madrid aconseguí el primer premi, guanyant un renyit concurs el premi extraordinari consistent en un piano Érard.
Després es traslladà a París i guanyà, entre més de dos-cents concurrents, una plaça d'alumna numerària d'aquell Conservatori, ingressant en la classe del cèlebre Marmontel, i en morir aquest continuà els estudis amb Alfred Cortot, un dels millors pianistes d'aquesta època, assolint un dels premis i l'extraordinari Girard.
Després passà a Berlín per ampliar encara més la seva educació musical, ingressant en aquella Reial Escola de Música (Hochschule für Musik) en la classe de Rösler, on aconseguí el certificat d'aptitud i de perfeccionament, sent l'única pianista espanyola en assolir aquests títols. L'exercici per obtenir aquests últim certificat consistia en un examen de piano, harmonia, lectura a primera vista, reducció de partitures al piano, història de la música, i digitar una obra, matisar-la (tempo, accents, colorit) i executar-la.
Va donar concerts a París, Berlín, Hamburg, Praga, Stuttgart, i altres, i a Espanya va tocar en les principals societats filharmòniques, en el Gran Casino de San Sebastián, i a Madrid en l'Ateneo, Sociedad Nacional de Música, Circulo de Bellas Artes, Casino de Madrid i Circulo Francés, aconseguint arreu grans i verdaders èxits, tant de públic com de crítica.
En la dècada dels anys vint del segle xx, fou agraciada amb la Creu de l'Orde Civil d'Alfons XII, i el nomenament de professora del Conservatori de Madrid on va tenir entre els seus alumnes destacats a José Buenagu.